# Schambach (Riedenburg)
Das Kirchdorf Schambach ist ein Ortsteil der im niederbayerischen Landkreis Kelheim gelegenen Stadt Riedenburg.

## Geschichte
Die katholische Kirche Unsere Liebe Frau zu Schambach (Mariä Heimsuchung) ist eine romanische Chorturmanlage, die im 18. Jahrhundert barockisiert wurde. Zur sogenannten Urpfarrei in Schambach gehörte auch die St. Johanniskirche in Riedenburg als Filiale; erst im Jahr 1921 konnte eine eigene Pfarrei in Riedenburg gegründet werden.
Durch die zu Beginn des 19. Jahrhunderts im Königreich Bayern durchgeführten Verwaltungsreformen wurde der Ort zu einem Bestandteil der eigenständigen Landgemeinde Buch. Im Zuge der Gebietsreform in Bayern wurde am 1. Januar 1972 die Gemeinde Buch nach Riedenburg eingegliedert.

## Sehenswürdigkeiten
- Katholische Kirche Unsere Liebe Frau
- Ehemaliges Lehrerhaus
- Ehemaliger Pfarrhof